# Henrik Hysing
Henrik Hysing, född i Stockholm, död 1723 i Stockholm, var en svensk konstnär. 
Han var son till guldsmeden Diedrich Hysing och från 1719 gift med Anna Åcker, samt bror till Hans Hysing. Han var elev till  Johann Philip Lemke 1703–1706. Hans konst består av porträtt och stora bataljmålningar.